# Vina
För andra betydelser, se Vina (olika betydelser).

Saraswati vina

Vina är en familj av sydindiska stränginstrument som i sin urform består av en bambukäpp till vars ändar man har anslutit två urholkade kalebasser som agerar resonanskroppar. Instrumenten kan ha varierande antal strängar, och dessa spelas med fingrarna eller med ett plektrum. Instrumenten kan ha band på greppbrädan (=bambukäppen), men det finns varianter utan.
Instrumenten i denna familj är bland annat:
- Magadi vina - bambukäpp med strängar, men inga kalebasser
- Rudra vina - bambukäpp med strängar, och två stora kalebasserresonatorer
- Saraswati vina - variant av luta, med tre eller fyra melodisträngar och tre bordunsträngar, en riktig resonator och eventuellt en "prydnadskalebass" (kan agera stöd).
- Vichitra vina, liknar Rudra vina men utan band på greppbrädan

Ett instrument som heter vina i efternamn skiljer sig i uppbyggnaden, då det liknar mera en sarang och saknar "kalebass"-liknande kropp:
- Mayuri vina - "påfågelvina" är ett stråkinstrument, vinavariant med resonanssträngar och utan resonatorkroppar.

Ofta när man talar om vinã avser man saraswati vina.